# David Bryan
David Bryan Rashbaum (født 7. februar 1962) er en amerikansk keyboardspiller, som spiller i bandet Bon Jovi.
David synger også baggrundsvokaler og synger ofte, til live shows, dele af, eller hele, sangen In These Arms, som han har været med til at skrive. Gennem årene har han været med til at skrive en håndfuld sange, som Only Lonely fra albummet 7800° Fahrenheit.

## Tidligere liv
Han blev født i Perth Amboy, New Jersey og voksede op i Edison, også i New Jersey. Bryan begyndte at spille klaver da han var syv år gammel. Han tog sin eksamen fra J. P. Stevens High School i Edison. Hans far, Eddie Rashbaum, spillede trompet.

## Med Bon Jovi
David var den første Jon Bon Jovi (forsangeren i Bon Jovi) ringede til, da han havde fået en pladekontrakt, og David sagde da også ja til at blive en del af det nye band. Han forkortede sit navn til David Bryan, det vil sige at han droppede sit efternavn Rashbaum. På det tidspunkt gik han på Rutgers University og studerede medicin. Han droppede ud, og begyndte på Juilliard, en musisk skole i New York City.
Da han gik på Herbert Hoover Junior High School, spillede han keyboard for et band kaldet Transition. Bandet spillede til skolens fester.

## Rundsavsulykke
I slutningen af 90'erne, før bandet skulle indspille albummet Crush, kom Bryan alvorligt til skade med sin finger i et hjemmeuheld, der involverede en rundsav. Efter et år med optræning og terapi fik David følelsen tilbage i sin finger og begyndte at spille keyboard igen.

## Privat liv
Han giftede sig 25. august 1990 med sin kæreste fra High School, April McLean, men de blev skilt i 2004. De har tre børn sammen: Tvillingerne Gabrielle Luna og Colton Moon (f. 10. marts 1994), og Tyger Lily (f. 29. april 2000).

## Diskografi

### Solo
- Netherworld (1991)
- On a Full Moon (1994)
- Lunar Eclipse (2000)

Han skrev også musikken til musicalen Memphis. Hans sang Memphis Lives in Me er en af de mere populære sange fra Bon Jovi albummet 100,000,000 Bon Jovi Fans Can't be Wrong.

### Med Bon Jovi
- Bon Jovi (1984)
- 7800° Fahrenheit (1985)
- Slippery When Wet (1986)
- New Jersey (1988)
- Keep the Faith (1992)
- Cross Road: The Best Of Bon Jovi (1994)
- These Days (1995)
- Crush (2000)
- One Wild Night Live 1985-2001 (2001)
- Bounce (2002)
- This Left Feels Right (2003)
- 100,000,000 Bon Jovi Fans Can't Be Wrong (2004)
- Have a Nice Day (2005)
- Lost Highway (2007)